# DCF77
Der Zeitzeichensender DCF77 ist ein Langwellensender im Ortsteil Mainflingen der Gemeinde Mainhausen etwa 26 km ostsüdöstlich von Frankfurt am Main.
Er versorgt die meisten funkgesteuerten Uhren im westlichen Europa mit der in Deutschland geltenden gesetzlichen (Uhr-)Zeit.
Die Sendefrequenz beträgt 77,5 kHz. Die Bezeichnung DCF77 ist das dem Sender zur internationalen Identifikation zugewiesene Rufzeichen. Er ist Teil der Sendeanlagen in Mainflingen.
Seine im Sekundentakt gesendeten Zeitzeichen übertragen innerhalb einer Minute entweder die mitteleuropäische Zeit oder die mitteleuropäische Sommerzeit.

## Allgemein

Lage und Reichweite des Senders

Der Sender in Mainflingen arbeitet auf der Sendefrequenz 77,5 kHz mit einer Leistung von 50 kW. Die Sendemasten sind von der A 3 und der A 45 am Seligenstädter Dreieck zu sehen.
Über DCF77 sendet die Physikalisch-Technische Bundesanstalt (PTB) in Braunschweig seit 1959 eine Normalfrequenz und seit 1973 zusätzlich ein Datensignal für Datum und Uhrzeit. Die PTB ist durch das Gesetz über die Einheiten im Messwesen und die Zeitbestimmung dazu verpflichtet, die gesetzliche Zeit darzustellen und zu verbreiten. Betrieben werden die Anlagen in Mainflingen durch die Media Broadcast GmbH, die aus einer ehemaligen Untergesellschaft von T-Systems hervorging und seit März 2016 dem Mobilfunkanbieter mobilcom-debitel gehört. Der Vertrag mit Media Broadcast wurde im November 2021 verlängert bis 2031.
Als Basis zur Erzeugung des Zeitsignals dient am Senderstandort eine von der PTB entwickelte Steuereinrichtung mit drei kommerziellen (etwas weniger aufwendigen) Atomuhren. Diese Steuereinrichtung wird mit den primären Atomuhren der PTB in Braunschweig (zwei Caesium-Uhren und zwei Caesium-Fontänen) synchronisiert. Das so gewonnene Signal hat am Sendeort eine Genauigkeit mit einer relativen Standardabweichung von maximal 10−12. Das entspricht einem Fehler von einer Sekunde in 30.000 Jahren.

### Rufzeichen
Das Rufzeichen des Senders, festgelegt in der Internationalen Frequenzliste der ITU, lautet „DCF77“. Es leitet sich ab von D für Deutschland, C für Langwellensender, F wegen der Nähe zu Frankfurt, sowie der Zahl 77 für die Trägerfrequenz 77,5 kHz.
Das Rufzeichen wurde früher vom DCF77-Sender gesendet, und zwar (je zweimal nacheinander) dreimal stündlich als Morsecode während der 20. bis 32. Sekunde der Minuten 19, 39 und 59. Obwohl die Rufzeichenerzeugung elektronisch ohne Unterbrechung der Zeitmarkenfolge erfolgte, bewirkte ihre Aussendung eine Verschlechterung des Signal-zu-Rausch-Abstands der entsprechenden Sekundenmarken. Da aufgrund der speziellen Signalform der DCF77-Signale eine eindeutige Zuordnung dieser Signale zum Sender DCF77 immer möglich ist, wird in Übereinstimmung mit den Bestimmungen der Vollzugsordnung für den Funkdienst seit 2007 auf die Aussendung des Rufzeichens verzichtet.

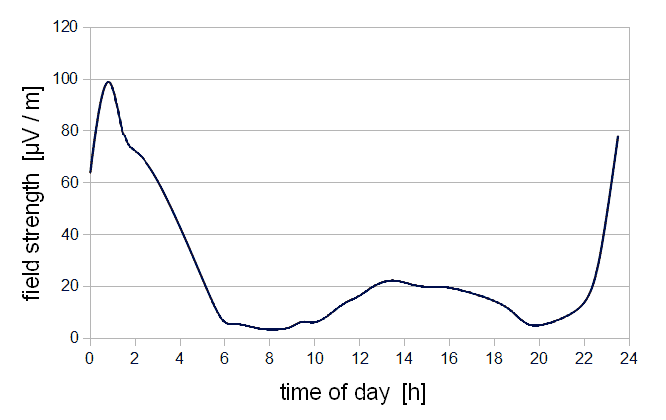
DCF77 Signalstärke, gemessen in Nerja, an der Südküste Spaniens, 1.801 km vom Transmitter in Mainflingen entfernt.

### Empfangsgebiet

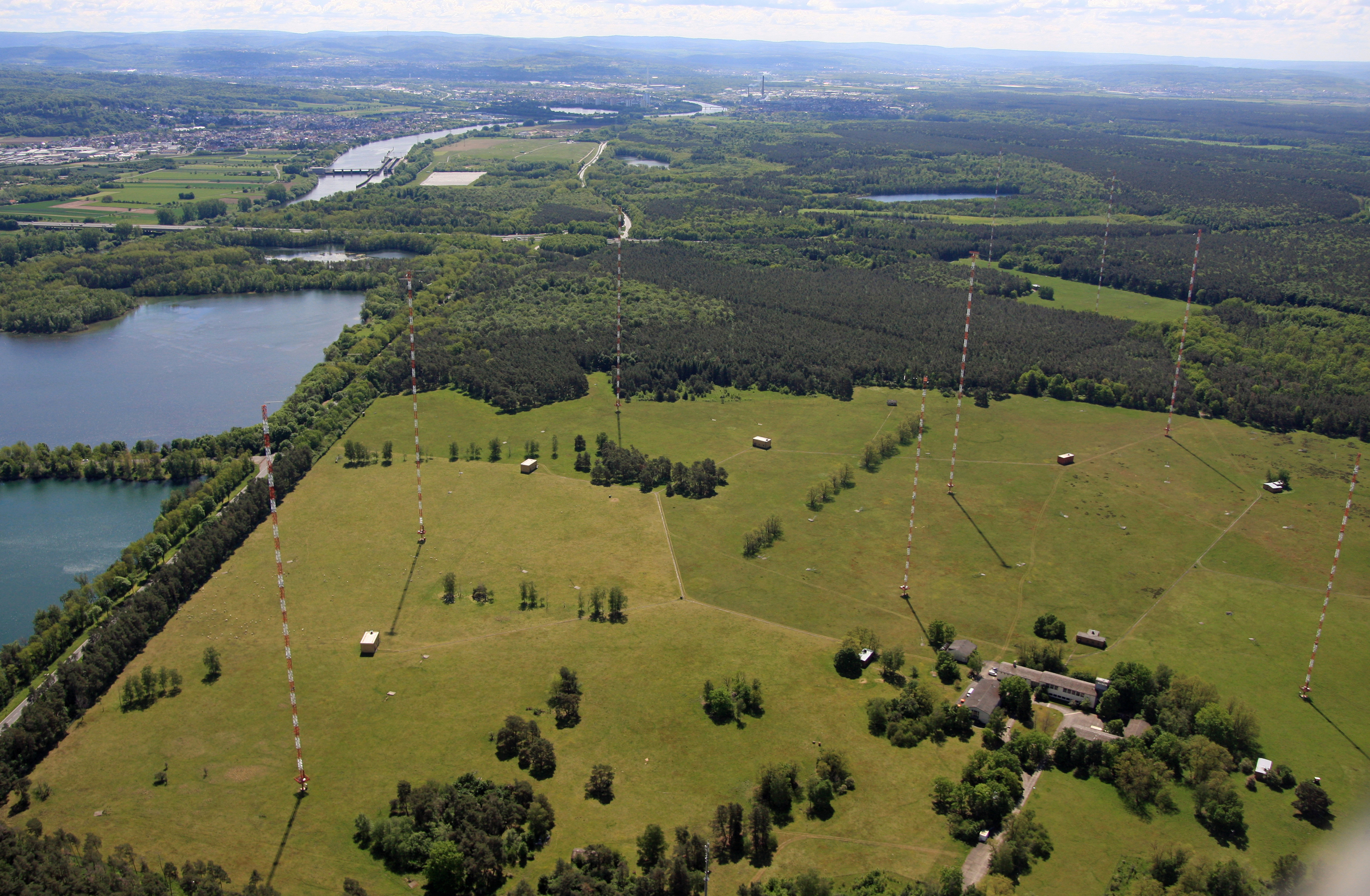
Luftaufnahme der Sendeanlage, 2021

Das DCF77-Signal kann – abhängig von der Tages- und Jahreszeit – bis zu einer Entfernung von etwa 2000 km empfangen werden. Bei Überreichweiten ist die Reichweite von Langwellen erheblich größer. Es sind Fälle bekannt, in denen sich Uhren in Kanada und auf den Malediven synchronisierten.

### Rechtliche Bedeutung
Im Zeitgesetz von 1978 wurde die Physikalisch-Technische Bundesanstalt (PTB) mit der Verbreitung der gesetzlichen Zeit in Deutschland beauftragt. Vorher wurde diese Aufgabe vom Deutschen Hydrographischen Institut (DHI) wahrgenommen. Die über DCF77 verbreitete Zeitinformation stellt die offizielle Zeit der Bundesrepublik Deutschland dar. Das Zeitgesetz wurde 2008 durch das Einheiten- und Zeitgesetz abgelöst. Die Aufgabe der PTB, „die gesetzliche Zeit darzustellen und zu verbreiten“, ist darin übernommen worden.

## Weitere Sender
Andere bekannte Zeitdienste sind MSF in England (60 kHz), France Inter in Frankreich (162 kHz), sowie die Sendergruppen RWM in Russland (4,996 MHz, 9,996 MHz und 14,996 MHz), WWV, WWVB, WWVH in den USA (60 kHz; 2,5, 5, 10, 15 und 20 MHz) und bis 2011 HBG in der Schweiz (75 kHz).

## Zeitskalen
Im Gegensatz zu anderen Zeitzeichensendern wird eine Differenz dUT1 zwischen Erdrotationszeit und Atomzeit nicht (mehr) übertragen.

## Signal
Das Trägersignal von 77,5 kHz ist in Frequenz und Phasenwinkel mit der steuernden primären Atomuhr synchronisiert und besitzt deshalb nur geringe Abweichungen von der Sollfrequenz. Über einen Tag sind das weniger als relativ 2 · 10−12, im Mittel über 100 Tage um weniger als relativ 2 · 10−13. Es kann somit ohne Auswertung der Zeitinformation als Normalfrequenz für sehr genaue Hoch- und Niederfrequenzgeneratoren genutzt werden.
Ein Problem entsteht, wenn starker Wind die T-Antenne bewegt. Das äußert sich in einer messbaren Phasenmodulation des empfangenen Signals.

### Sender und Antenne
Der Langwellensender hatte zu Beginn der Sendeversuche 1956 zunächst eine Leistung von 12,5 kW. Später verwendete man einen Röhrensender mit 50 kW. Ab 1998 arbeitet ein transistorisierter Sender gleicher Leistung, der aus 48 parallel geschalteten Modulen mit je reichlich 1 kW besteht. Der Röhrensender steht weiterhin als Reserve bereit und besitzt eine eigene Antenne. Beide Antennen sind T-Antennen, die Hauptantenne ist 150 m hoch, die Reserveantenne 200 m.
Bei starkem Sturm und dadurch stark bewegter Antenne muss der Sender vorübergehend außer Betrieb genommen werden, da die Auslenkung zu einer Fehlanpassung der Antenne führt. Auch Eisansatz kann zu einer Fehlanpassung und erforderlichen Abschaltung führen. Gewitter am Sendeort führen hingegen bei Blitzschlag nur zu einer kurzzeitigen automatischen Unterbrechung des Senders, um die Schutzfunkenstrecken zu löschen.
Die vom Sender erzeugte Leistung von 50 kW wird etwa mit 30 bis 35 kW EIRP nahezu kreisrund (Abweichung ca. 2 dB) und vertikal polarisiert abgestrahlt. Die Antenne strahlt etwa eine Leistung von 30 kW ab, wesentlich dafür ist ein aufwendiges Erdungsnetz im feuchten Boden.
Bis zu einer Entfernung von etwa 600 km ist das Signal als Bodenwelle zu empfangen. Ab etwa 1100 km überwiegt die Raumwelle. Besonders im Abstand von 600 km bis 1100 km vom Sender kann es gelegentlich bei gleichen Feldstärken von Boden- und Raumwelle zur Auslöschung des Signals kommen (Fading von 15 min Dauer und mehr). Die Sollreichweite beträgt 2000 km (vgl. Empfangsgebiet). In dieser Entfernung können empfindliche Empfänger tageszeitabhängig noch ein ausreichendes Signal empfangen.
Nach beträgt die Luftlinienentfernung 350 m zwischen Haupt- und Reserveantenne. Bei einem Empfängerstandort in Richtung Nordwesten oder Südosten ergibt sich ein maximaler Laufzeitunterschied von {\displaystyle {\frac {\pm 350\,\mathrm {m} }{c}}\approx \pm 1{,}3\,\mathrm {\mu s} } und als Minimum genau querab verschwindet der Laufzeitunterschied. Der Wert für andere Himmelsrichtungen liegt dazwischen.

## Übertragungsverfahren
Die Zeitinformationen werden sowohl mittels Amplitudenumtastung, das ist das ältere Verfahren, als auch seit Mitte 1983 und parallel dazu mittels Phasenmodulation, übertragen. Die Phasenmodulation erlaubt gegenüber der Amplitudenumtastung eine um mehrere Zehnerpotenzen genauere absolute zeitliche Auflösung zur Erkennung des Sekundenanfangs. Die Trägerfrequenz des Senders, also 77,5 kHz, stellt zusätzlich die Normalfrequenz dar.

### Amplitudenumtastung

Amplitudenmodulierte Sendeleistung von DCF77 über die Dauer von vier Sekunden

Die Amplitudenumtastung geschieht durch negative Modulation des Signals durch Absenken der Trägeramplitude auf etwa 15 % im Sekundentakt. Innerhalb einer Minute liegen die Absenkungen jeweils am Beginn der Sekunden 0 bis 58. Mit der letzten Sekunde 59 erfolgt keine Absenkung, wodurch die nachfolgende Sekunde (hier dann wieder mit Absenkung) den Beginn einer Minute (Sekunde 0) kennzeichnet und so der Empfänger synchronisiert werden kann. Enthält die Minute eine Schaltsekunde, so enthält auch die Sekunde 59 eine Absenkung und eine (zusätzliche) Sekunde 60 ohne Absenkung folgt. Damit stehen innerhalb einer Minute 59 Bits für Informationen zur Verfügung.
Die Länge der Amplitudenabsenkungen am Beginn der Sekunden steht jeweils für den Wert eines binären Zeichens: 100 ms Absenkung stehen für den Wert „0“, 200 ms für „1“. 
Die Bits, deren Zählung bei 0 beginnt, werden wie folgt verwendet:
| Bit  | Bedeutung der Werte |
| ---- | --- |
| 0    | „0“: Start einer neuen Minute |
| 1–14 | bis Mai 1977: Differenz UT1−UTC als vorzeichenbehaftete Zahl bis Nov. 2006: Betriebsinformationen der PTB (meist alle 14 Bits null) seit Dez. 2006: Wetterinformationen der Firma MeteoTime sowie Informationen des Katastrophenschutzes |

Die Sekundenmarken 15 bis 19 enthalten Informationen über Unregelmäßigkeiten des Senderbetriebs (Rufbit zum Alarmieren der PTB-Mitarbeiter), über die Zeitzone und kündigen Beginn und Ende der Sommerzeit sowie Schaltsekunden an:
| Bit | Bedeutung der Werte                                                      |
| --- | ------------------------------------------------------------------------ |
| 15  | Rufbit (bis Mitte 2003 Reserveantenne)                                   |
| 16  | „1“: Am Ende dieser Stunde beginnt oder endet die Sommerzeit; sonst „0“. |
| 17  | „10“: Folgende Zeitangabe in MESZ „01“: Folgende Zeitangabe in MEZ       |
| 18  | „10“: Folgende Zeitangabe in MESZ „01“: Folgende Zeitangabe in MEZ       |
| 19  | „1“: Am Ende dieser Stunde wird eine Schaltsekunde eingefügt; sonst „0“. |

In den Sekunden 20 bis 58 wird die Zeitinformation für die folgende Minute seriell in Form von BCD-Zahlen übertragen, wobei jeweils mit dem niederwertigsten Bit begonnen wird. Zur Absicherung der Daten werden Paritätsbits verwendet, es handelt sich um eine gerade Parität. Die Kodierung des Wochentages erfolgt gemäß der Norm ISO 8601 oder DIN EN 28601, wonach der Montag der Tag eins (binär 001) einer Woche ist und der Sonntag der Tag sieben (binär 111).
Vom Kalenderjahr werden nur die Einer- und Zehnerstelle übertragen, das Jahr 2004 also als 04.
| Bit | Bedeutung                       | Bedeutung                       |
| --- | ------------------------------- | ------------------------------- |
| 20  | „1“: Beginn der Zeitinformation | „1“: Beginn der Zeitinformation |
| 21  | Minute (Einer)                  | Bit für 1                       |
| 22  | Minute (Einer)                  | Bit für 2                       |
| 23  | Minute (Einer)                  | Bit für 4                       |
| 24  | Minute (Einer)                  | Bit für 8                       |
| 25  | Minute (Zehner)                 | Bit für 10                      |
| 26  | Minute (Zehner)                 | Bit für 20                      |
| 27  | Minute (Zehner)                 | Bit für 40                      |
| 28  | Parität Minute                  | Parität Minute                  |
| 29  | Stunde (Einer)                  | Bit für 1                       |
| 30  | Stunde (Einer)                  | Bit für 2                       |
| 31  | Stunde (Einer)                  | Bit für 4                       |
| 32  | Stunde (Einer)                  | Bit für 8                       |
| 33  | Stunde (Zehner)                 | Bit für 10                      |
| 34  | Stunde (Zehner)                 | Bit für 20                      |
| 35  | Parität Stunde                  | Parität Stunde                  |
| 36  | Kalendertag (Einer)             | Bit für 1                       |
| 37  | Kalendertag (Einer)             | Bit für 2                       |
| 38  | Kalendertag (Einer)             | Bit für 4                       |
| 39  | Kalendertag (Einer)             | Bit für 8                       |
| 40  | Kalendertag (Zehner)            | Bit für 10                      |
| 41  | Kalendertag (Zehner)            | Bit für 20                      |
| 42  | Wochentag                       | Bit für 1                       |
| 43  | Wochentag                       | Bit für 2                       |
| 44  | Wochentag                       | Bit für 4                       |
| 45  | Monatsnummer (Einer)            | Bit für 1                       |
| 46  | Monatsnummer (Einer)            | Bit für 2                       |
| 47  | Monatsnummer (Einer)            | Bit für 4                       |
| 48  | Monatsnummer (Einer)            | Bit für 8                       |
| 49  | Monatsnummer (Zehner)           | Bit für 10                      |
| 50  | Jahr (Einer)                    | Bit für 1                       |
| 51  | Jahr (Einer)                    | Bit für 2                       |
| 52  | Jahr (Einer)                    | Bit für 4                       |
| 53  | Jahr (Einer)                    | Bit für 8                       |
| 54  | Jahr (Zehner)                   | Bit für 10                      |
| 55  | Jahr (Zehner)                   | Bit für 20                      |
| 56  | Jahr (Zehner)                   | Bit für 40                      |
| 57  | Jahr (Zehner)                   | Bit für 80                      |
| 58  | Parität Datum                   | Parität Datum                   |

Bei einer Minute ohne Schaltsekunde wird zur Sekunde 59 keine Sekundenmarke gesendet. Bei einer Minute mit Schaltsekunde wird zur Sekunde 59 eine „0“ und zur Sekunde 60 keine Sekundenmarke gesendet.
Übertragen wird jeweils immer die Zeitinformation für die Folgeminute. D. h. in jeder Minute werden die Zeitinformationen für die jeweils nächste Minute übertragen, damit diese dann mit der Zeitmarke des 0. Bits der nächsten Minute geprüft und bei Fehlerfreiheit als Zeitinformation übernommen werden können.
Um zumindest eine korrekte Uhrzeit zu erhalten, bedeutet das für den Anwender einer Funkuhr, dass der Empfang mindestens knapp über 38 Sekunden laufen muss. Von dieser Zeitspanne sind zwei Sekunden (Sekunde 58 sowie die Lücke der Sekunde 59) nötig, damit sich der Empfänger auf den Anfang der neuen Minute synchronisieren kann, sowie 36 Sekunden zum Empfang des Zeittelegramms inklusive des Paritätsbits. Spätestens nach 120 Sekunden störungsfreien Empfangs hätte die Uhr aber alle nötigen Informationen zur Verfügung.
Die übertragenen Paritätsbits erlauben nur eine Fehlererkennung der empfangenen Information, keine Fehlerkorrektur, und können bei schlechten Empfangsverhältnissen eine fehlerfreie Erkennung nicht gewährleisten. Um eine zuverlässige Zeitinformation zu erhalten, werden zusätzliche Maßnahmen ergriffen, zum Beispiel wird die Redundanz der Zeitinformation in aufeinanderfolgenden Minuten ausgewertet.

### Phasenmodulation

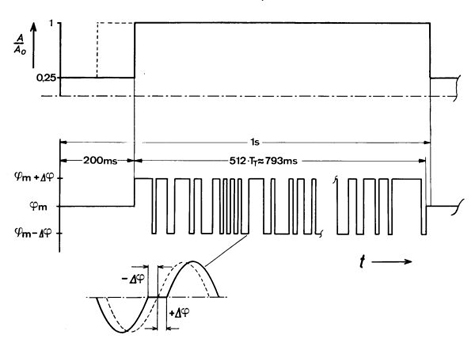
Phasenmodulation der DCF77 während einer Sekunde mit Phasenverschiebungen der Trägerphase durch die Pseudozufallsfolge (PZF)

Zusätzlich zur amplitudenmodulierten Zeitübertragung wird seit Juni 1983 die Information des Sekundenbeginns über eine Phasenmodulation des Trägers mit einem Phasenhub Δφ von ±15,6° und mit einer Pseudozufallsfolge (PZF) (maximum length sequence) mit einer Länge von 512 Chips über die Zeitdauer von 793 ms übertragen. Die ersten 200 ms sowie die letzten 7 ms einer Sekunde wird der Träger nicht phasenmoduliert. Die Chipfolge trägt dabei die identische Nutzdateninformation von einem Bit pro Sekunde wie bei der Amplitudenumtastung, je nach Zustand des Nutzdatenbits wird dazu die Chipfolge normal (binär '0') oder invertiert (binär '1') gesendet.
Durch Kreuzkorrelation der Pseudozufallsfolge kann so der Sekundenbeginn auf Empfangsseite genauer als bei der Amplitudenmodulation ermittelt werden. Die Zeitdauer {\displaystyle T_{\mathrm {T} }} von einem Chip ist bei dieser Implementierung mit
{\displaystyle T_{\mathrm {T} }={\frac {120}{77{,}5\;\mathrm {kHz} }}\approx 1{,}55\;\mathrm {ms} }
fixiert, die 77,5 kHz entsprechen direkt der Sendefrequenz. Die Pseudozufallsfolge ist so ausgelegt, dass deren Autokorrelation einen dreieckförmigen Verlauf mit einer Korrelationsdauer von zwei Chips umfasst. DCF77-Empfänger, welche die Phasenmodulation empfangen, benötigen weiters wegen der Frequenzspreizung eine deutlich größere Bandbreite von über 1,3 kHz, im Vergleich zu dem AM-Empfang wo eine Empfangsbandbreite um 10 Hz bei einfachen Empfängern bereits ausreichend ist.
Damit die zusätzliche Phasenmodulation keine Störungen im AM-Betrieb verursacht, bleibt dabei die mittlere Phasenlage unverändert, d. h. die Chipfolge ist gleichanteilsfrei und weist 256 zeitlich positive und 256 zeitlich negative Phasenverschiebungen pro Sekunde auf.

### Zeitliche Auflösung

#### Amplitudenmodulierte Zeitinformation
Mit optimierten Dekodieralgorithmen, geringen externen Störquellen, wenig Rauschen und einer Bandbreite von mindestens 1 kHz liegt die zeitliche Unsicherheit, mit der der exakte Beginn der amplitudenmodulierten Sekundenmarken erkannt werden kann, bei über 1 ms. Haushaltsübliche Funkuhren setzen wesentlich schmalbandigere Empfängerschaltungen ein, mit üblichen Bandbreiten um 10 Hz, und können daher den Sekundenbeginn bei Verwendung der Amplitudenmodulation auf ca. 0,1 s genau feststellen.

#### Phasenmodulierte Zeitinformation
Empfänger, welche die Phasenmodulation auswerten, benötigen grundsätzlich eine größere Bandbreite von über 1,3 kHz. Mittels Kreuzkorrelation der Pseudozufallsfolge lässt sich dann eine absolute Genauigkeit von 6,5 μs bis 25 μs erzielen, abhängig von Tages- und Jahreszeit und wie stark die Raum- und Bodenwelle sich am Empfangsort überlagern. Gegenüber den amplitudenmodulierten Sekundenmarken stellt dies eine Verbesserung der Zeitauflösung um den Faktor von ca. 1.000 dar.

## Zusatznutzung

### Alarmierung
Seit 1999 gibt es Untersuchungen und Versuche, über den Sender DCF77 zusätzlich Alarmierungen auszulösen, beispielsweise im Katastrophenschutz oder bei größeren Schadenslagen (Chemiekatastrophe, Hochwasser). Im Auftrag des Bundesministeriums des Innern führte die Firma HKW-Elektronik GmbH Ende 2003 zusammen mit Testteilnehmern aus Katastrophenschutzorganisationen einen Feldversuch zur Signalisierung von Alarmen in den Sekundenmarken 1 bis 14 des Signals durch. Laut PTB bewies dieser Test erfolgreich bundesweit die Zuverlässigkeit eines solchen Systems. Anfang 2004 legte die PTB mit dem Abschlussbericht dieses Testes dem Bundesinnenministerium nahe, den DCF77-Sender langfristig als Teil eines Systems zur Bevölkerungswarnung einzusetzen.

#### Bit-Struktur DCF77-Alarmsignal des Feldversuches
Die Struktur der Bits für den Feldversuch zur Bevölkerungswarnung im Katastrophenfall hat folgenden Aufbau:
|           | Kurzblock | Kurzblock | Kurzblock | Kurzblock | Kurzblock | Kurzblock | Kurzblock | Kurzblock | Kurzblock | Kurzblock | Kurzblock | Kurzblock | Kurzblock | Kurzblock |
| --------- | --------- | --------- | --------- | --------- | --------- | --------- | --------- | --------- | --------- | --------- | --------- | --------- | --------- | --------- |
| Bit-Nr.   | 1         | 2         | 3         | 4         | 5         | 6         | 7         | 8         | 9         | 10        | 11        | 12        | 13        | 14        |
| Bedeutung | A         | D1        | D2        | P1        | D3        | P2        | P3        | A         | D1        | D2        | P1        | D3        | P2        | P3        |

|           | Langblock | Langblock | Langblock | Langblock | Langblock | Langblock | Langblock | Langblock | Langblock | Langblock | Langblock | Langblock | Langblock | Langblock |
| --------- | --------- | --------- | --------- | --------- | --------- | --------- | --------- | --------- | --------- | --------- | --------- | --------- | --------- | --------- |
| Bit-Nr.   | 1         | 2         | 3         | 4         | 5         | 6         | 7         | 8         | 9         | 10        | 11        | 12        | 13        | 14        |
| Bedeutung | D4        | D5        | D6        | D7        | D8        | D9        | P4        | D10       | D11       | D12       | P5        | D13       | P6        | P7        |

A: Alarmbit, Hinweis, dass nachfolgend Adressdaten übermittelt werden
Dx: Datenbits
Px: Sicherungsbits, Paritätsbits
Die übermittelten Daten wurden doppelt gesichert: Paritätsbits und Wiederholung der Übermittlung. Der Kurzblock, in der ersten Minute zweimal gesendet, enthält eine grobe Einteilung der Bundesrepublik in drei Regionen. Der Langblock, in der zweiten und dritten Minute gesendet, enthält die feinere Gliederung der im Kurzblock übermittelten Region bis hinunter auf Kreisebene.

### Wetterdaten
Seit dem 22. November 2006 werden über den Sender DCF77 in den Sekundenmarken 1 bis 14 neben Katastrophenmeldungen auch Wetterdaten übertragen. Entsprechend ausgerüstete Funkuhren sind damit in der Lage, für 60 Regionen in Europa eine viertägige Wettervorhersage anzuzeigen. Die Wetterdaten werden von der HKW-Elektronik GmbH unter der Marke „Meteotime“ bereitgestellt. Sie werden im proprietären Meteo-Time-Protokoll übertragen, für dessen Entschlüsselung eine Lizenz benötigt wird.
Da die vorher für die PTB reservierten Sekundenmarken 1 bis 14 verwendet werden, sollten ältere Funkuhren von dem Wettersignal nicht beeinträchtigt werden.

### Network Time Protocol
In der Konfiguration von Zeitservern, die mit dem verbreiteten NTP-Daemon ntpd betrieben werden, steht die Kennung .DCFa. für einen Standard-DCF77-Empfänger als Referenzzeitquelle. Es wird hier die Amplitudenmodulation ausgewertet, die Auswertung der Phasenmodulation wird durch .DCFp. indiziert.